# Aeroportul Cape Newenham LRRS
Aeroportul Cape Newenham LRRS (IATA: EHM, ICAO: PAEH, FAA LID: EHM) este un aeroport din Alaska, Statele Unite ale Americii. Aeroportul a fost tranzitat în 2019 de 112 pasageri.
Situat la o altitudine de 165 m, aeroportul dispune de 1 pistă.

## Infrastructură

### Piste
Aeroportul dispune de o singură pistă. Pista 15/33 are suprafața de pietriș și dimensiunile 3.945 picioare × 150 picioare. 